# Sash!
SASH! este o echipă germană de DJi/ Producători, avându-l ca "frontman" pe Sascha Lappessen (născut la 10 iunie 1970, Nettetal, Germania), care lucrează în studio împreună cu  Ralf Kappmeier și Thomas "Alisson" Lüdke.
Ei au vândut peste 18 de milioane de albume în întreaga lume, și au câștigat mai mult de 65 premii de aur și platină.

## Discografie

#### Albume
- 1997 It's My Life
- 1998 Life Goes On
- 2000 Trilenium
- 2000 Best Of Sash! / Encore Une Fois
- 2000 Encore Une Fois - The Greatest Hits
- 2003 S4!Sash!
- 2007 10th Anniversary
- 2008 The Best Of

#### Single-uri
- 1995 It’s My Life
- 1996 Encore Une Fois
- 1997 Ecuador (feat. Rodriguez)
- 1997 Stay (feat. La Trec)
- 1998 La Primavera
- 1998 Mysterious Times (feat. Tina Cousins)
- 1998 Move Mania (feat. Shannon)
- 1999 Colour The World
- 1999 Adelante
- 2000 With My Own Eyes
- 2000 Just Around The Hill
- 2000 Oliver Momms Hitmix V3.0
- 2000 The Trilenium E.P.
- 2000 Trilenium / The Teaser (UK, promo)
- 2000 Together Again (feat. Blå Øjne) (Denmark, promo)
- 2000 The Megamix (UK, promo)
- 2002 The Sunset
- 2000 S4! Sash! Album Sampler (promo)
- 2002 Ganbareh
- 2002 Run
- 2003 I Believe (feat. T.J. Davis)
- 2007 10th Anniversary (Spain)
- 2008 Raindrops (Encore Une Fois) (feat. Stunt)
- 2010 All Is Love (feat. Jessy)

## Premii
| Anul | Premiul                             | Resultat     |
| ---- | ----------------------------------- | ------------ |
| 1998 | BRIT Award: Best International Male | Nominalizare |

| Premiul                                                              |
| -------------------------------------------------------------------- |
| 3 Billboard Hot Dance Music Awards                                   |
| Club Music Award: Dance Record Artist of the Year                    |
| 2 The International Disco Awards: Dance Recording Artist of the Year |
| Techno D'Or Cannes                                                   |